# Catfish: false identità
Catfish: false identità (titolo originale: Catfish: The TV Show) è un docu-reality statunitense in onda dal 2012 su MTV, che racconta le verità e le bugie delle relazioni online. La serie è basata sul docufilm Catfish, prodotto nel 2010, ed è presentata da Nev Schulman (doppiato in italiano da Maurizio Merluzzo) e fino alla settima stagione Max Joseph (doppiato in italiano da Alessandro Capra), sostituito prima da Karrueche Tran e poi da Kamie Crawford dall'ottava alla nona (doppiata da Cristiana Rossi)
Il 18 maggio 2018 MTV ha sospeso la produzione del programma dopo un'accusa di molestie mossa contro il conduttore Nev Schulman.
A giugno, MTV ha chiuso un’indagine interna e ricominciato le riprese, dopo aver stabilito che le accuse contro Schulman erano “non credibili e senza merito”.
Il termine "catfish" (letteralmente Pesce gatto), come spiega il marito di Angela Wesselman-Pierce all'interno del film, deriva realmente dal mondo della pesca.
(Marito di Angela Wesselman-Pierce, dal film Catfish del 2010)

## Trama
In internet si definisce "catfish" una persona che crea una falsa identità all'interno dei Social network fingendosi una persona diversa da quella che è in realtà, usando foto prese da altri profili e informazioni biografiche spesso del tutto false e ingannando i loro interlocutori. L'idea della serie deriva dall'esperienza di Nev Schulman, conduttore della serie, che scoprì che la donna con cui aveva una relazione online non era stata onesta nel descriversi.
A seguito della pubblicazione e del discreto successo avuto dal film, Schulman iniziò a ricevere sempre più racconti e richieste di persone che si trovavano nella sua identica situazione; da qui l'idea di farne uno show televisivo.
MTV e i produttori del film Catfish, Schulman e il suo amico Max Joseph, si occupano in ogni puntata di una storia diversa, accogliendo la richiesta di un partner e aiutandolo a scoprire la verità sul suo o sulla sua amata, tramite tecniche investigative basilari e organizzando il primo incontro fra i due.

## Edizioni
| Edizione         | Puntate | Prima TV USA | Prima TV Italia |
| ---------------- | ------- | ------------ | --------------- |
| Prima edizione   | 12      | 2012-2013    | 2013            |
| Seconda edizione | 16      | 2013         | 2013            |
| Terza edizione   | 10      | 2014         | 2014            |
| Quarta edizione  | 19      | 2015         | 2015            |
| Quinta edizione  | 20      | 2016         | 2016            |
| Sesta edizione   | 20      | 2017         | 2017            |
| Settima edizione | 40      | 2019         | 2019            |
| Ottava edizione  | 99      | 2020-2024    | 2020 - in corso |
| Nona edizione    | 11      | 2024         | TBA             |